# Reprezentacja Kolumbii w baseballu mężczyzn

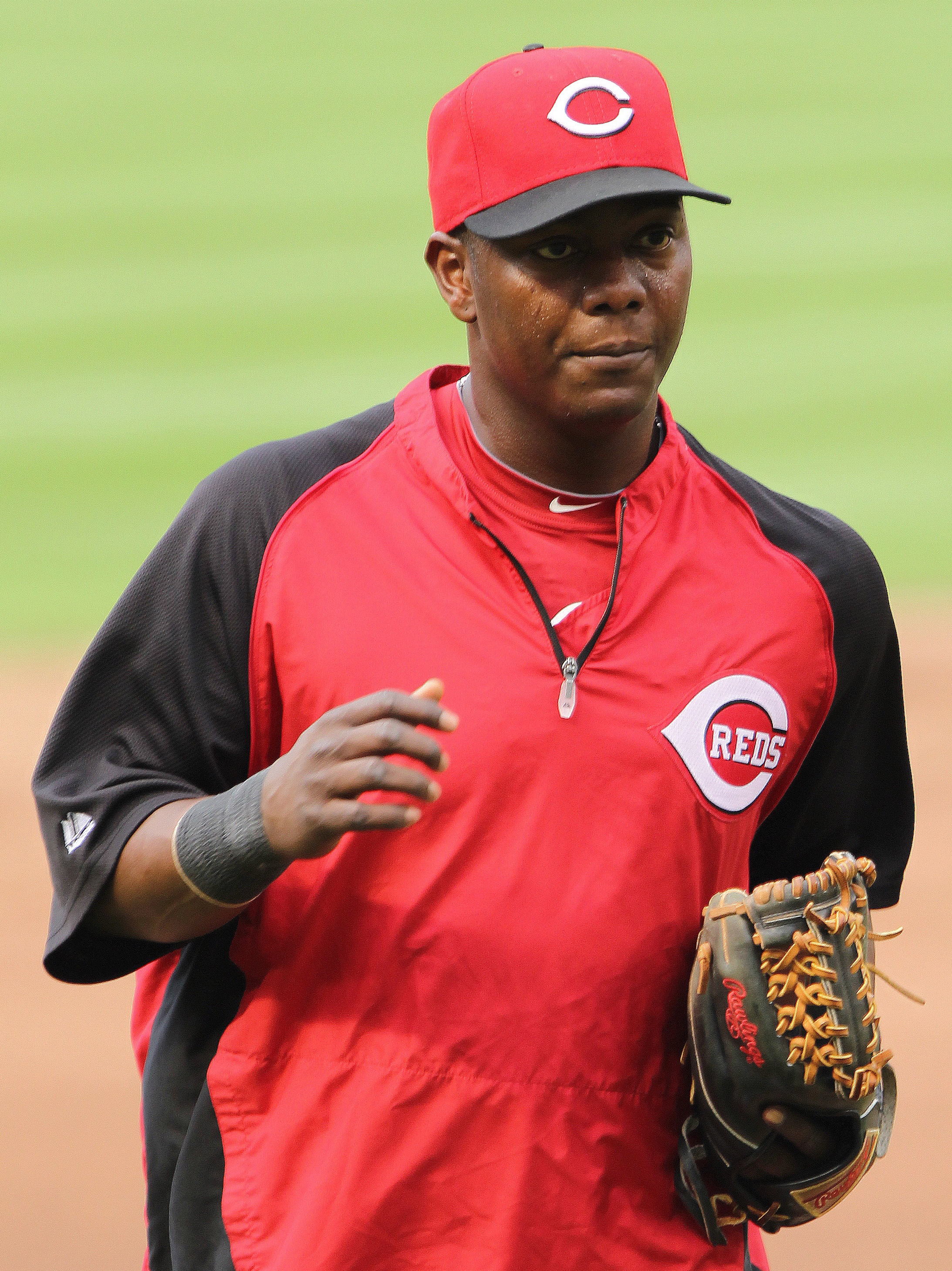
Edgar Rentería – World Series MVP z 2010, wystąpił we wszystkich meczach eliminacyjnych do turnieju World Baseball Classic 2013.

Reprezentacja Kolumbii w baseballu należy do Federación Colombiana de Béisbol, która jest członkiem Confederación Panamericana de Béisbol. Dwukrotny mistrz świata z 1947 i 1965 roku. W rankingu IBAF zajmuje 19. miejsce.

## World Baseball Classic 2013
Reprezentacja Kolumbii w eliminacjach rozegrała trzy mecze, w jednym odniosła zwycięstwo (8–1 nad Nikaraguą), w dwóch przegrała (1–7 z Brazylią oraz 7–9 z Panamą) i nie zakwalifikowała się do tego turnieju.

### Skład reprezentacji w eliminacjach World Baseball Classic
Na mecze eliminacyjne powołano 28 zawodników.

## World Baseball Classic 2017
Reprezentacja Kolumbii trafiła do grupy C tego turnieju. 11 marca 2017 na Marlins Park odniosła pierwsze zwycięstwo w World Baseball Classic pokonując reprezentację Kanady 4–1.

## Sukcesy
- Mistrzostwa świata w baseballu mężczyzn[4]
  - Mistrz (2): 1947, 1965
  - Wicemistrz (2): 1945, 1971

- Igrzyska panamerykańskie[5]
  - 3. miejsce: 1971